# Зроблено на небесах
«Зроблено на небесах» (англ. Made in Heaven) — американська комедійна мелодрама режисера Віктора Шерцінгера 1921 року.

## Сюжет
Пожежний Вільям Лоурі намагається допомогти багатій спадкоємиці, погодившись на шлюб по розрахунку.

## У ролях
- Том Мур — Вільям Лоурі
- Гелен Чадвік — Клавдія Роук
- Моллі Мелоун — Елізабет Роук
- Кейт Лестер — місіс Роук
- Ел В. Філсон — містер Роук
- Фріман Вуд — Девідж
- Рене Адоре — міс Лоурі
- Герберт Прайор — Леланд